# Fredrik Fahlander
Carl Anders Fredrik Fahlander, född 14 september 1965, är en svensk författare och professor inom arkeologi. Fahlander doktorerade 2003 inom institutionen för arkeologi i Göteborg, där han även arbetade fram till 2009 då han inledde forskning vid Stockholms universitet. Han är sedan 2013 tillsvidareanställd på institutionen för arkeologi och antikens kulturarv på Stockholms universitet, där han arbetar som professor. Parallellt med att han undervisar bedriver han även egen forskning, samt skriver böcker. Fahlander är upphovsman bakom en uppsjö publikationer som används av svenska arkeologistudenter.